# Downtown Dubai
Downtown is een modern stadsdeel van Dubai, Verenigde Arabische Emiraten. Hier bevinden zich enkele van de grootste bezienswaardigheden van de stad, waaronder de Burj Khalifa, de Dubai Mall en de Dubaifontein. Het heeft een oppervlakte van twee vierkante kilometer en had in 2017 een bevolking van 13.201. De wijk is gelegen langs de Sheikh Zayed Road en wordt in het zuiden begrensd door het stadsdeel Business Bay. Downtown Dubai bestaat uit zowel een deel met (relatieve) laagbouw, als een deel met moderne hoogbouw.

## Bekende bouwwerken

### Burj Khalifa
De Burj Khalifa is het middelpunt van Downtown Dubai. Met 828 meter is het het hoogste gebouw ter wereld en het hoogste door de mens gemaakte bouwwerk ooit gebouwd. De bouw begon op 21 september 2004 en was op 4 januari 2010 voltooid en gereed voor bewoning. Naar schatting heeft Burj Khalifa 1,5 miljard dollar gekost. Behalve dat het het hoogste gebouw ter wereld is, heeft Burj Khalifa nog zes andere wereldrecords, waaronder 'de hoogste vrijstaande structuur ter wereld', 'lift met de langste loopafstand ter wereld' en 'het hoogste aantal verdiepingen in de wereld'.

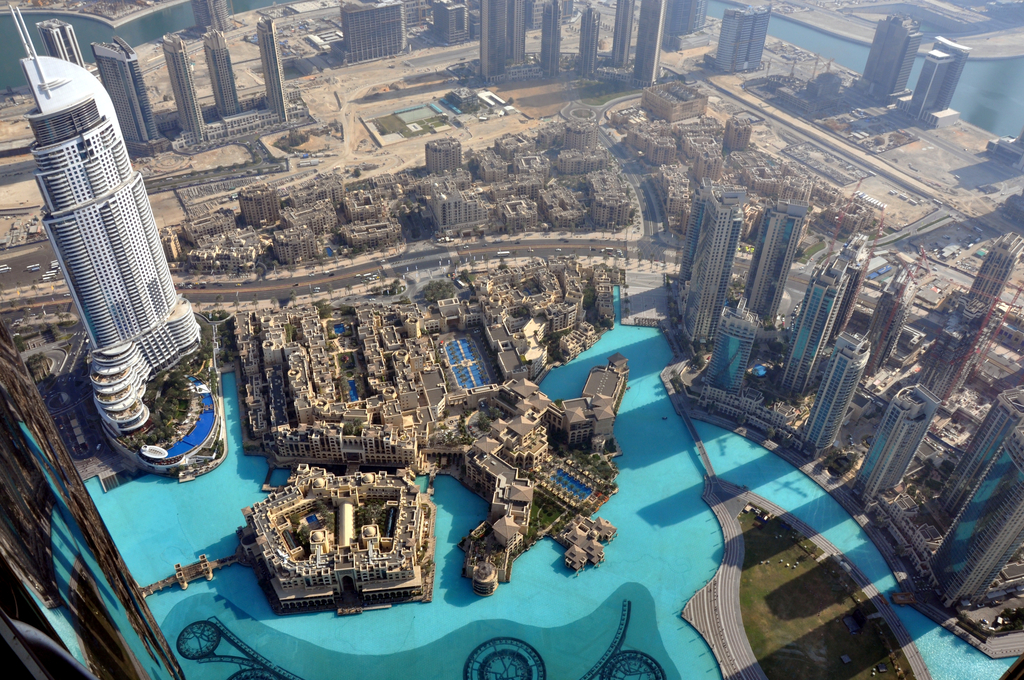
Uitzicht vanaf de Burj Khalifa met links de The Address

### Dubai Mall
De Dubai Mall is naar totale oppervlakte het grootste winkelcentrum ter wereld. Het is de thuisbasis van 1200 winkels en tal van attracties, waaronder een ijsbaan van olympisch formaat, een aquarium en een waterdierentuin. De Dubai Mall is op 4 november 2008 geopend met ongeveer 600 retailers en daarna enkele malen uitgebreid. Sinds december 2012 is het winkelcentrum verbonden met het metrostation Burj Khalifa / Dubai Mall via de Metro Link: een 820 meter lange, verhoogde loopbrug met airconditioning. De Dubai Mall is de meest bezochte winkelbestemming in de Verenigde Arabische Emiraten met jaarlijks ongeveer 80.000.000 bezoekers.

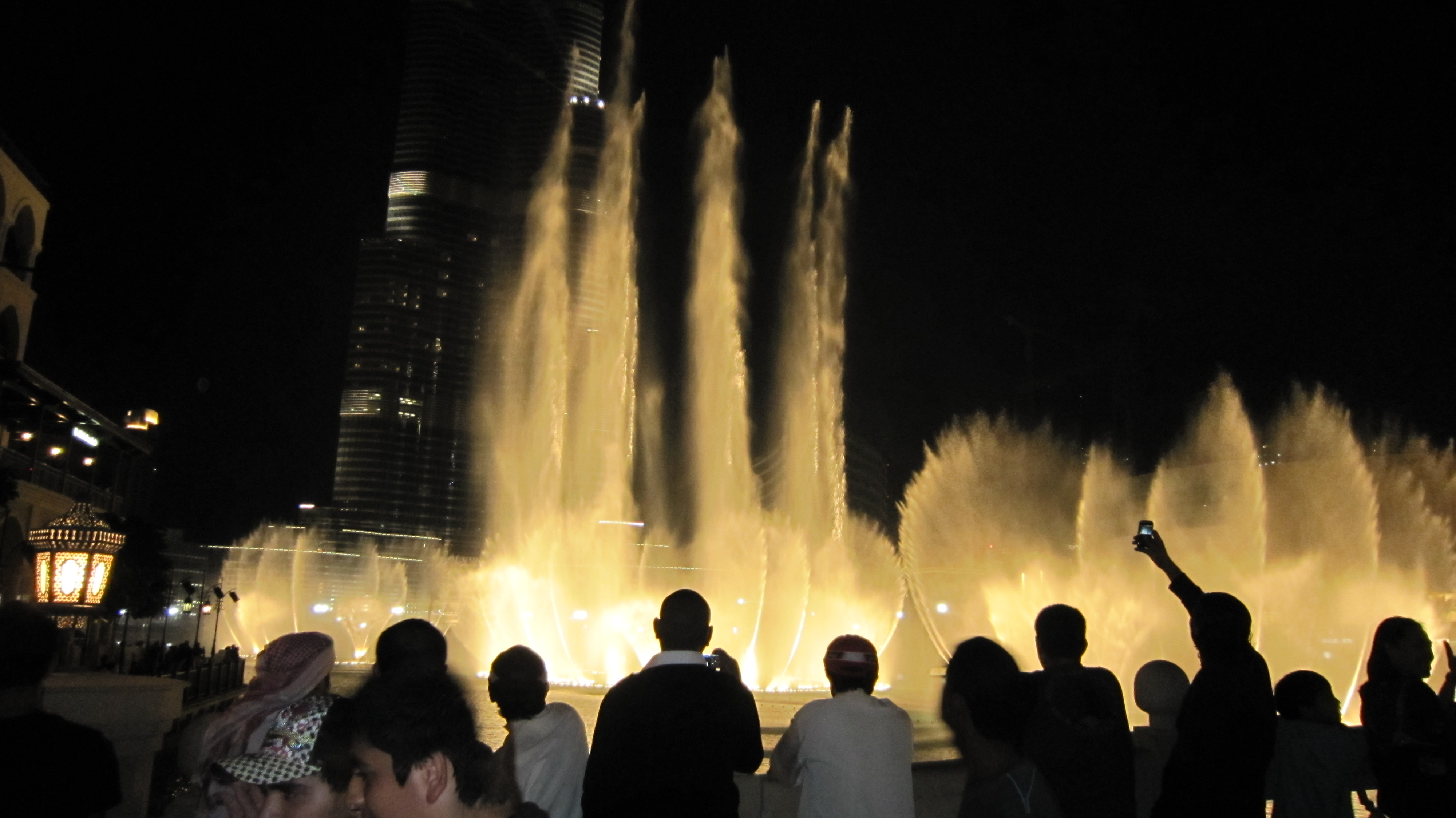
Watershow van de Dubaifontein

### Dubaifontein
In het centrum van Downtown Dubai is voor een bedrag van Dh800 miljoen (US$ 217 miljoen) de Dubaifontein gebouwd: het grootste gechoreografeerde systeem ter wereld. Het is ontworpen door WET Design, het in Californië gevestigde bedrijf dat verantwoordelijk is voor de fonteinen in het Bellagio Hotel Lake in Las Vegas. Het wordt verlicht door 6600 lampen en 50 gekleurde projectoren en is 275 meter lang en kan 150 meter water de lucht in schieten, vergezeld van een scala aan klassieke tot hedendaagse Arabische en wereldmuziek.

### The Address
Address Downtown Dubai is een wolkenkrabber die 306 meter hoog is, en vormt samen met de Dubai Mall en de Burj Khalifa het hart van het stadsdeel Downtown. Dit hotel en woontoren heeft in totaal 63 verdiepingen. De toren werd in september 2008 opgeleverd en was toen het 6e hoogste gebouw in Dubai en het 36e hoogste ter wereld. Inmiddels is het qua hoogte alweer ingehaald door vele andere gebouwen.

### Dubai Opera
In augustus 2016 opende Dubai Opera, een centrum voor podiumkunsten met 2000 zitplaatsen. Het ontwerp van het gebouw is gebaseerd op de klassieke Arabische dhow en het project werd ontwikkeld door Emaar Properties in samenwerking met architect Janus Rostock. De locatie herbergt een breed scala aan uitvoeringen uit landen over de hele wereld, waaronder theater, opera, ballet, concerten, musicals, stand-up comedyshows en verschillende seizoensgebonden evenementen. De plannen werden in maart 2012 aangekondigd door Sheikh Mohammed bin Rashid Al Maktoum. Het werd geopend op 31 augustus 2016 met een optreden van Plácido Domingo.

## Nieuwjaarsfeest
Het grote nieuwjaarsfeest van Dubai wordt elk jaar in het centrum van het stadsdeel Downtown gehouden. Het feest bestaat meestal uit een grote licht-, laser-, projectie- en vuurwerkshow en er komen jaarlijks honderdduizenden inwoners en toeristen op af. In 2018 organiseerde de eigenaar van Burj Khalifa, de gastheer van het evenement, een speciale licht- en lasershow met de naam 'Light Up 2018'. Dit spektakel trok meer dan een miljoen bezoekers ter plekke en meer dan 2,5 miljard mensen keken mee via live televisie-uitzendingen en livestreams op sociale media. 'Light Up 2018' brak een wereldrecord voor de 'grootste licht- en geluidsshow op één gebouw'.

## Afbeeldingen

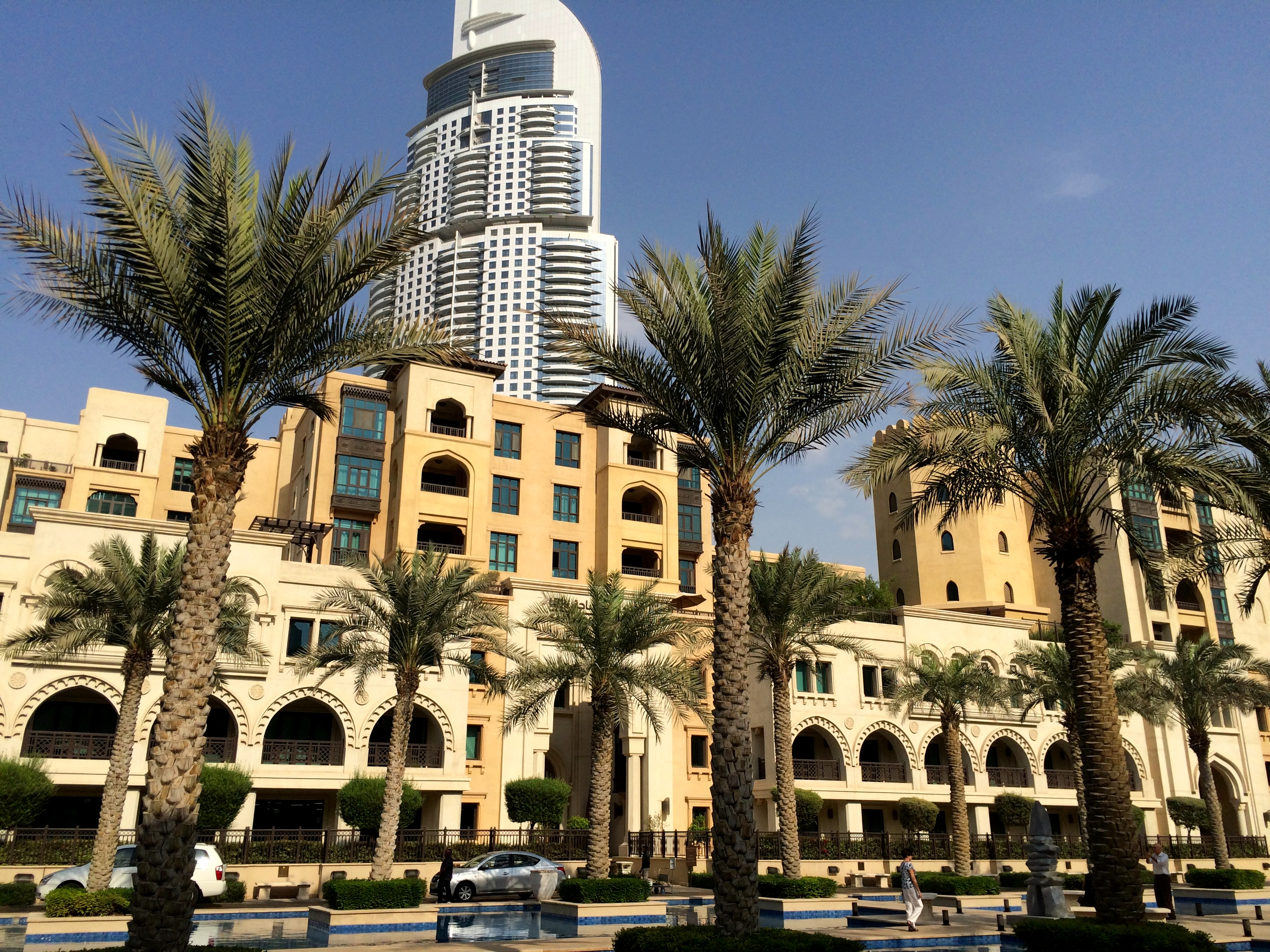
Wooncomplex in Downtown Dubai
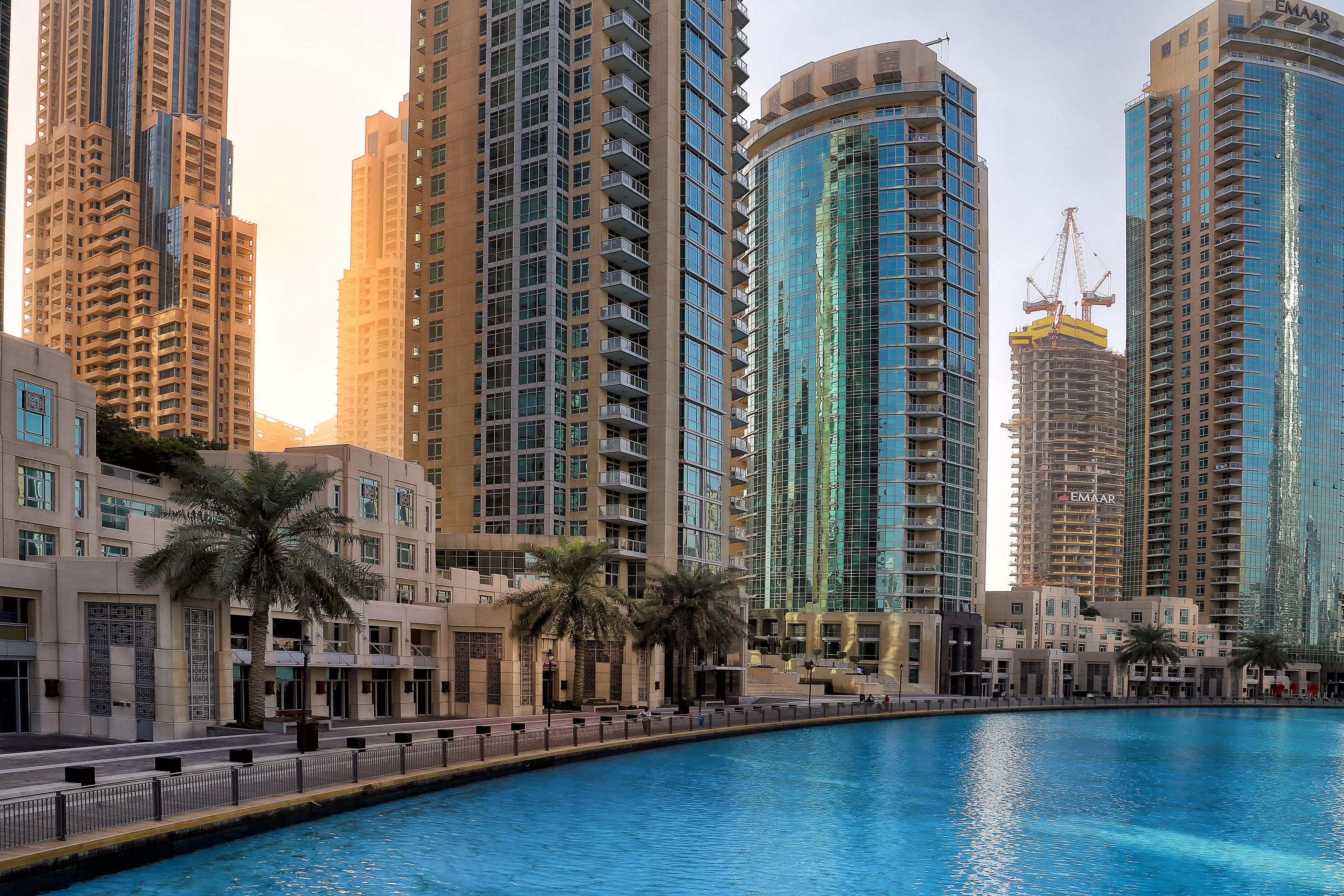
Naast het meer van de Dubaifontein